# Ручка-роллер

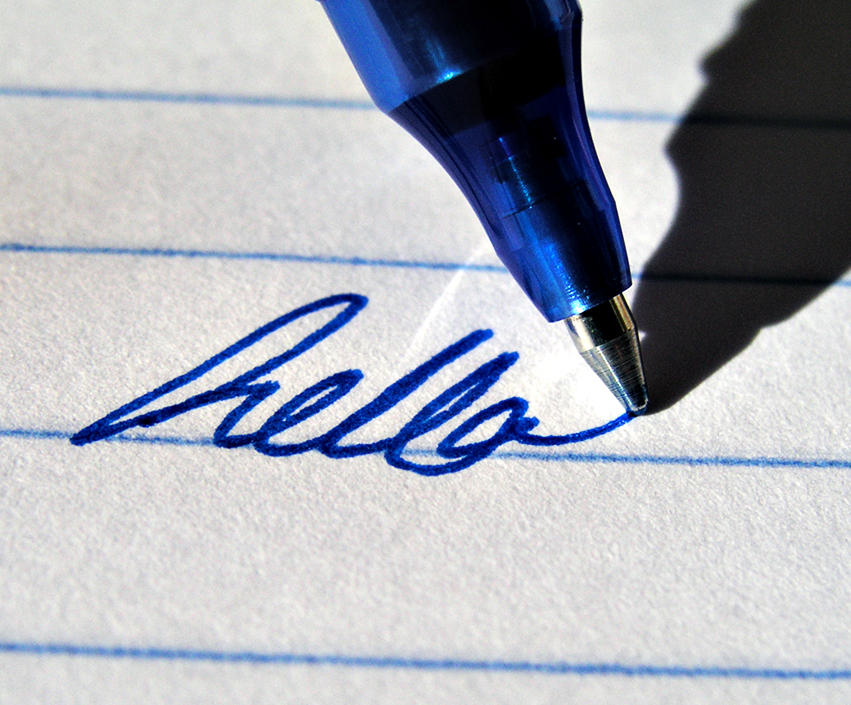
Письмо гелевой ручкой

Ру́чка-ро́ллер — разновидность ручки, в которой для письма используется стержень, заполненный чернилами, с шариковым пишущим узлом на конце. В отличие от распространённых шариковых ручек, в которых пишущим материалом является чернильная паста, в ручках-роллерах используются гель или иная красящая жидкость на водной основе. Благодаря меньшей вязкости чернила лучше впитываются, что позволяет данным ручкам оставлять след, схожий со следом перьевой ручки. Пишущий шарик, как правило, имеет размеры 0,5 или 0,7 мм в диаметре.
В 1998 году международной организацией по стандартизации были опубликованы два стандарта для ручек-роллеров: ISO 14145-1 и ISO 14145-2.

## История
Первая ручка-роллер была разработана японской компанией Ohto Co. в 1963 году. Первая гелевая ручка была изобретена другой японской компанией, Sakura Color Products Corporation, в 1982 году.

## Особенности

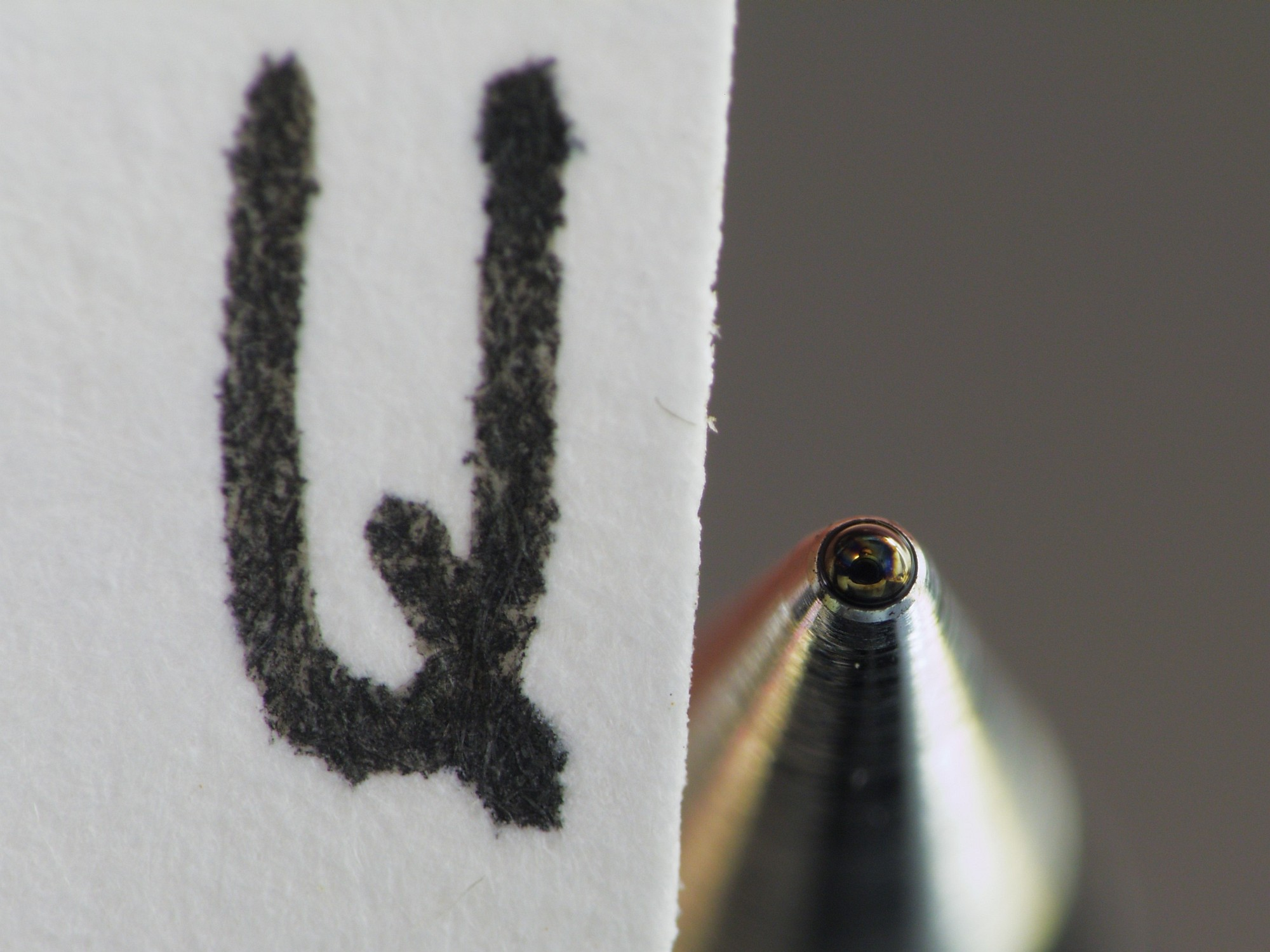
Крупный план ручки-роллера рядом с написанной ею буквой Ա

### Преимущества
Одним из основных преимуществ ручек-роллеров является простота и лёгкость использования в сравнении с шариковыми ручками. Для письма требуется меньшее давление на пишущую поверхность, благодаря чему кисть руки значительно меньше напрягается, как и при использовании перьевых ручек, следовательно рука намного меньше устаёт при необходимости записывать большой объём текста, например конспекты лекций. Но, в отличие от последних, замена картриджей осуществляется гораздо проще. Помимо этого, ручки-роллеры отличаются:
- большим разнообразием цветов;
- более чёткими линиями, чем у шариковых ручек;
- лучшей машиночитаемостью рукописного текста;
- более надёжной адгезией чернил к поверхности, что позволяет писать на более загрязнённой или засаленной бумаге.

### Недостатки
К недостаткам можно отнести больший расход и меньший объём чернил по сравнению с шариковой ручкой. Также вероятность протекания немного больше.